# Avril 1763
Cette page présente les faits marquants du mois d'avril 1763.

## Événements
- 27 avril : début de la rébellion de Pontiac[1]. Le chef indien Outaouais, Pontiac (v. 1720-1769), conduit un soulèvement contre les Britanniques en Amérique du Nord, insatisfait des nouvelles règles de commerce instaurés par les autorités et pour contenir l’expansion européenne. Soutenu par la France, il organise une coalition qui rassemble presque toutes les tribus, de la pointe du lac Supérieur au Mississippi, pour mener des attaques contre les forts britanniques de l’Ouest. Elle sera écrasée par une armée de volontaires canadiens français levée par le gouverneur James Murray avec la collaboration du clergé catholique.